# Meteorium longissimum
Meteorium longissimum là một loài Rêu trong họ Meteoriaceae. Loài này được (Dozy & Molk.) Dozy & Molk. mô tả khoa học đầu tiên năm 1848.